# Семьонтково (гміна)
Гміна Семьонтково (пол. Gmina Siemiątkowo) — сільська гміна у центральній Польщі. Належить до Журомінського повіту Мазовецького воєводства.
Станом на 31 грудня 2011 у гміні проживало 3677 осіб.

## Площа
Згідно з даними за 2007 рік площа гміни становила 112.07 км², у тому числі:
- орні землі: 74.00%
- ліси: 19.00%

Таким чином, площа гміни становить 13.92% площі повіту.

## Населення
Станом на 31 грудня 2011:
| Опис     | Загалом | Загалом | Чоловіки | Чоловіки | Жінки | Жінки |
| -------- | ------- | ------- | -------- | -------- | ----- | ----- |
| одиниця  | осіб    | %       | осіб     | %        | осіб  | %     |
| все      | 3677    | 100     | 1872     | 50.91    | 1805  | 49.09 |
| міське   | 0       | 100     | 0        |          | 0     |       |
| сільське | 3677    | 100     | 1872     | 50.91    | 1805  | 49.09 |

## Сусідні гміни
Гміна Семьонтково межує з такими гмінами: Бежунь, Завідз, Радзанув, Рацьонж.